# Abderrahim Nejjar
Abderrahim Nejjar – marokański trener piłkarski. W sezonie 2020/2021 trenuje Youssoufię Berrechid.

## Kariera trenerska
Pierwszą pracę otrzymał w Youssoufii Berrechid 20 sierpnia 2020 roku. 5 dni później zadebiutował w roli trenera. Jego drużyna pokonała Olympique Khouribgę 1:0. Łącznie do 29 maja 2021 roku rozegrał 26 meczów w marokańskiej ekstraklasie.